# Ilse (Naturschutzgebiet)
Das Gebiet Ilse ist ein 2009 durch das Regierungspräsidium Detmold ausgewiesenes Naturschutzgebiet (NSG-Nummer LIP–094) in der nordrhein-westfälischen Stadt Lemgo im Kreis Lippe in Deutschland.

## Lage
Die fünf Teilflächen des insgesamt rund 14 Hektar großen Naturschutzgebiets Ilse gehören naturräumlich zum Lipper Bergland. Sie erstrecken sich entlang der namensgebenden Ilse, nördlich und westlich der Lemgoer Stadtmitte, zwischen den Ortsteilen Kirchheide im Norden und Lieme im Südwesten, wo die Ilse in die Bega mündet.

## Beschreibung
Das Schutzgebiet Ilse wird als Gebiet eines „natürlichen Fließgewässers einschließlich Auwäldern, bachbegleitenden Hochstaudenfluren, Einzelbäumen, Feldgehölzen, Grünland verschiedener Feuchtestufen und Nutzungsintensitäten, Hecken, Kies- und Sandbänken, Obstwiesen und -bäumen, Röhricht- und Riedbeständen sowie Ufergehölzen“ beschrieben.

## Schutzzweck
Wesentlicher Schutzzweck ist die „Entwicklung, Erhaltung und Wiederherstellung eines regional bis landesweit bedeutsamen naturnahen Bachs und angrenzenden Auwald- und Grünlandbereichen in den Landschaftsräumen Wüstener Hügel- und Bergland, Lemgoer Talbecken und Begamulde als Lebensraum für seltene, gefährdete sowie landschaftsraumtypische wildlebende Pflanzen- und Tierarten“.

## Flora und Fauna

### Flora
Aus der schützenswerten Flora sind besonders die im Gebiet vorkommenden „Arten der Roten Liste der gefährdeten Pflanzen in Nordrhein-Westfalen“ (Auswahl) zu nennen:
- Blasen-Segge
- Krauses Laichkraut

### Fauna
Das Gebiet stellt sich als wertvoller Bereich für Amphibien, Fledermäuse, Libellen, Reptilien, Schmetterlinge und weitere Wasserinsekten dar. Aus der schützenswerten Fauna sind besonders die im Gebiet vorkommenden „Arten der Roten Liste der gefährdeten Tiere in Nordrhein-Westfalen“ und Tierarten nach FFH-Richtlinie zu nennen:
- Dorngrasmücke
- Neuntöter